# 363 Padova
363 Padova (mednarodno ime je 363 Padua) je asteroid v asteroidnem pasu. Kaže lastnosti dve tipov asteroidov X in C (po Tholenu). Po razvrščanju SMASS je to asteroid tipa X.

## Odkritje
Asteroid je odkril francoski astronom Auguste Charlois ( 1864 – 1910) 17. marca 1893 v Nici. Imenuje se po mestu Padova v Italiji.

## Lastnosti
Asteroid Padova obkroži Sonce v 4,6 letih. Njegova tirnica ima izsrednost 0,073, nagnjena pa je za 5,951° proti ekliptiki. Njegov premer je okoli 97 km .